# ووژیتسای علیا

ووژیتسای علیا تحت حکومت بوهم درون امپراتوری مقدس روم (۱۶۱۸)

ووژیتسای علیا ناحیه‌ای تاریخی در آلمان و لهستان است. این ناحیه و ووژیتسای سفلی در شمال آن، ووژیتسا را تشکیل می‌دهند. هر دو ناحیهٔ ووژیتسا مسکن اقلیت اسلاو غربی با نام مردمان سوربی هستند.
بخش عمدهٔ ووژیتسای علیا در ایالت زاکسن آلمان قرار می‌گیرد و شامل ناحیه‌های باوتسن و گورلیتس است. انتهای شمال غربی در اطراف روهلند و تتاو درون ناحیهٔ اوبرشپریوالد-لاوزیتس در براندنبورگ قرار دارد. بخش لهستانی در شرق رود لوسیشن نایسه قرار دارد و در استان سیلزی سفلی قرار می‌گیرد. نوار باریکی پیرامون شمال ونکنیتسا در استان لوبوسکی واقع شده‌است.
باوتسن پایتخت تاریخی ووژیتسای علیا است و بزرگترین شهر آن، گرلیتز/ازگوژلتس است که از سال ۱۹۴۵ میان آلمان و لهستان تقسیم شده‌است. نام ووژیتسای علیا نخستین بار در متنی مربوط به سال ۱۴۷۴ ثبت شده‌است. در سالنامه‌های معاصر، این ناحیه با نام میلسکو شناخته می‌شد که از نام قبیلهٔ میلچانه گرفته شده‌بود.

## جغرافیا و طبیعت
از نظر ژئومورفولوژی، ووژیتسای علیا به صورت ارتفاعات گرانیتی ووژیتسا شکل گرفته‌است. تنها بخش‌های شمالی و شمال شرقی که شامل فلات تیغهٔ ووژیتسای علیا است، در دوران پلئیستوسن تشکیل شده‌است. در سال ۱۹۹۶ یونسکو این ناحیه را ذخیره‌گاه زیست‌کره اعلام کرده‌است.

### کوه‌ها و رودها
بلندترین نقاط بخش آلمانی ووژیتسای علیا در کوه زیتاو قرار دارند. این کوه بخشی از کوهستان ووژیتسا است که مرز آن را با ناحیهٔ بوهم در جنوب شکل می‌دهد. بلندترین قلهٔ کوه تسیتا، لوتس به ارتفاع ۷۹۲٫۶ متر و هوخوالد به ارتفاع ۷۴۹ متر هستند. در مجاورت آن، ارتفاعات ووژیتسا قرار داد که شامل قله‌هایی با ارتفاع کمتر از ۶۰۰ متر است. البته بلندترین قلهٔ ووژیتسای علیا تافلشتاین است که در بخش لهستانی قرار دارد و ارتفاع آن ۱۱۲۳ متر است. این قله در کوه ایسرا قرار دارد که مرز میان ووژیتسای علیا با سیلزی سفلی در شرق و بوهم در جنوب است.
جهت جریان همهٔ رودهای اصلی ووژیتسای علیا جنوب به شمال است. در غرب آن، رود پولسنیتز در کونیگزبروک قرار دارد که قبلاً مرز آن با سرزمین مایسن در قلمرو ساکسونی را مشخص می‌کرد. رود شپری از ارتفاعات ووژیتسا سرچشمه می‌گیرد و از باوتسن می‌گذرد. لوسیشن نایسه از سال ۱۹۴۵ مرز آلمان و لهستان است. رود کویسا مرز ووژیتسای علیا با سیلزی سفلی است و از لوبانگ می‌گذرد.
بخش تپه‌ای میانی بین کامنتس و لوبا برای کشاورزی مناسب بود و هنوز بسیار سودآور است. در سدهٔ نوزدهم، مقدار زیادی زغال قهوه‌ای در شمال ووژیتسای علیا در دو سوی رود نایسه و پیرامون خویرزوردا کشف شد. حفر معادن روباز، باعث نابودی بخش زیادی از مناظر فرهنگی قدیمی شده‌است.

## تاریخچه
شکارچیان عصر سنگی میانه (حدود ۸۰۰۰ سال پیش از میلاد) تنها از این ناحیه عبور کردند. حتی قدیمی‌ترین فرهنگ‌های کشاورزی (حدود ۴۵۰۰ تا ۳۳۰۰ پیش از میلاد) تنها شواهد اندکی از سکونت در آن باقی گذاشتند. در اوایل عصر برنز (سده‌های یازدهم تا نهم پیش از میلاد) مردمان فرهنگ ووژیتسایی وارد ناحیه‌ای نامسکون از بوهم و لوسیشن نایسه شدند. شواهد باستان‌شناسی، مسیری میان مناطق مسکونی پیرامون باوتسن و تسیتا را نشان می‌دهد.
اسلاوها از سدهٔ هفتم در این منطقه ساکن شدند. قبیلهٔ میلچانه در ناحیه‌ای میان کامنتس و لوباو زندگی می‌کرد. یکی دیگر از مساکن اسلاوی اولیه در درهٔ رود نایسن قرار داشت.

### مایسن
گسترش دولت آلمانی فرانک خاوری در سدهٔ دهم میلادی باعث به هم خوردن توسعهٔ مستقل قبایل اسلاو غربی شد. حملات هاینریش مرغ‌گیر در سال‌های ۹۲۱/۹۲۲ و ۹۲۸/۹۲۹ آغازگر دورانی از مطیع‌سازی اسلاوهای پولابی بود. در سال ۹۳۲ میلچانه وادار به پرداخت خراج شد. پس از مرگ هاینریش در سال ۹۳۶ میلچانه دوباره مستقل شد؛ ولی دوباره در سال ۹۳۹ توسط اتوی یکم رام شد. در نتیجه سرزمین‌های میلچانه ضمیمهٔ مارکا گرونیس و پس از سال ۹۶۵، بخشی از مارگراف مایسن شد.
همهٔ قلعه‌های مرزی اصلی تقویت شد و برای آغاز فتوحات جدید، آماده شد. نخستین بار در سال ۱۰۰۲ در تاریخ تیتمار به شهر باوتسن اشاره شد. درگیری‌ها تا نیمهٔ دوم سدهٔ دهم میلادی ادامه داشت و در نهایت، در سال ۹۹۰ میلچانه مطیع مارگراف اکارد شد. در سال ۹۶۸، کلیسای ووژیتسای علیا زیر مجموعهٔ اسقف‌نشین مایسن شد.
اندکی پس از آن، فتوحات غربی نظام در حال توسعهٔ پادشاهی لهستان تهدیدی برای حکومت فئودال آلمان شد. در سال ۱۰۰۲ بولسلاو یکم ووژیتسای علیا و سفلی را تصرف کرد و هاینریش دوم را وادار کرد به او تیولی دهد. پیمان صلح باوتسن در ۳۰ ژانویه ۱۰۱۸ به نبرد لهستان و آلمان خاتمه داد. طبق این پیمان، ووژیتسای علیا و سفلی به مالکیت لهستان درآمد. پس از پیروزی امپراتور کنراد دوم بر میشکو دوم لهستان در سال ۱۰۳۱، دوباره ووژیتسای علیا به مارگراف مایسن پیوست.
در حین مناقشه اعطای مقام در سال ۱۰۷۶، شاه هاینریش چهارم سرزمین بودیسین را به عنوان تیول امپراتوری در عوض حمایت وراتیسلاو دوم از او در شورش زاکسن، به وراتیسلاو داد. در سال ۱۰۹۱ نیز چند روستای دیگر به این منطقه اهدا شد.

### بوهم

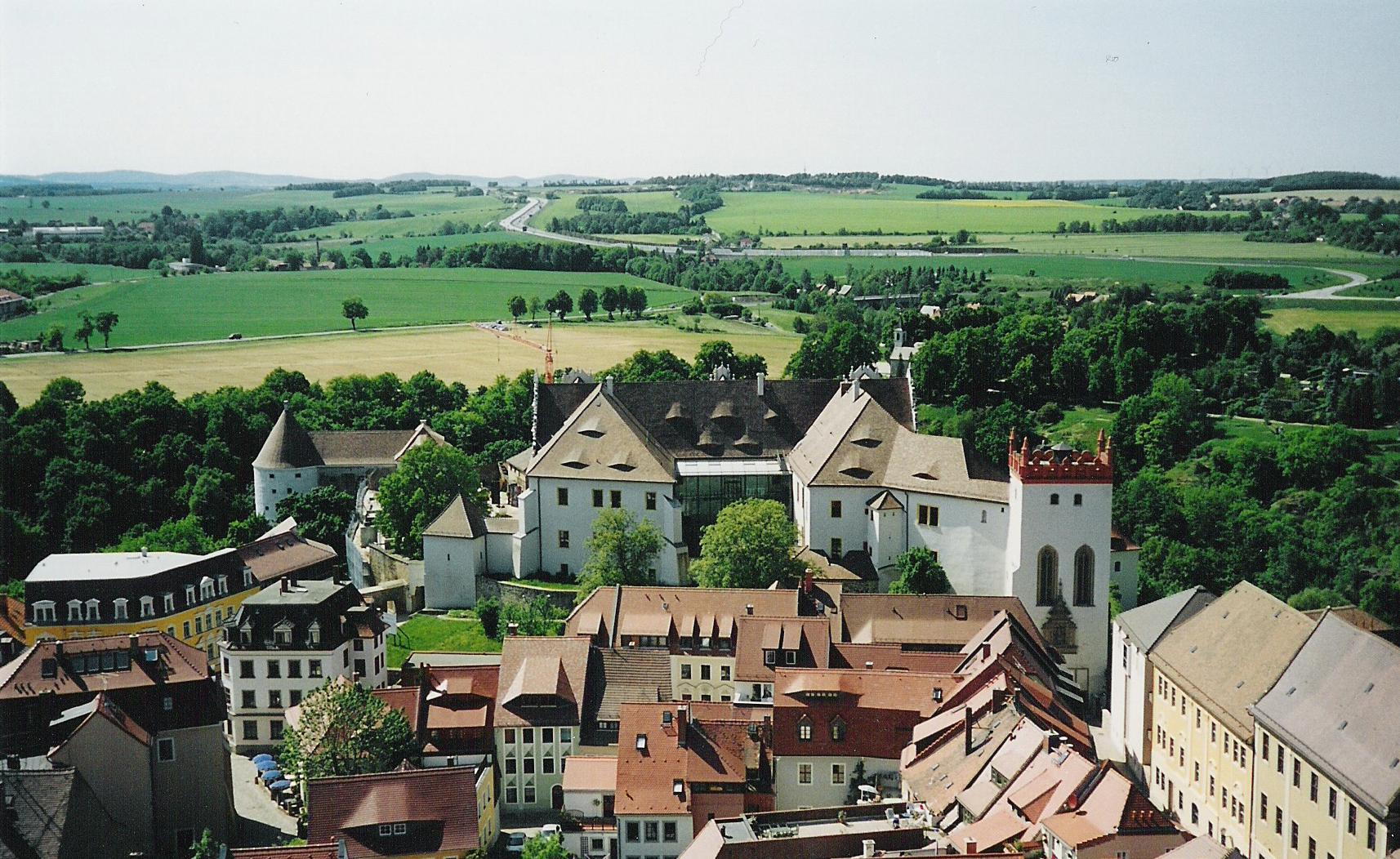
قلعه ارتنبورگ در باوتسن

در سال ۱۱۵۶ امپراتور فریدریش بارباروسا اتحادی با ولادیسلاو دوم بوهم امضا کرد و دو سال بعد، قلعه ارتنبورگ و منطقهٔ بودیسین را به بوهم داد. به این ترتیب، نخستین دورهٔ بوهمی در تاریخ ووژیتسای علیا آغاز شد.
همهٔ شهرهای اصلی و همهٔ مؤسسات مذهبی اصلی ووژیتسای علیا (به جز باوتسن) در نخستین سدهٔ حکومت بوهمی‌ها بنا شدند. پاکسازی جنگل‌ها که از حدود سال ۱۱۰۰ و عمدتاً توسط دهقانان سوربی آغاز شد، سطح زیر کشت را افزایش داد. مناطق جدیدی در بخش شمالی پیرامون خویرزوردا ایجاد شد. توسعهٔ کشور در میانهٔ سدهٔ دوازدهم تحت حکومت شاهان بوهم در رقابت با اسقف‌های مایسن شدت یافت. دهقانان آلمانی که سطوح جنگلی زیادی را پاکسازی کرده‌بودند و روستاهای زیادی ساخته بودند، در دوران توسعهٔ شرقی آلمان به درون کشور آورده شدند. کشاورزان آلمانی تازه‌وارد از نظر قانونی برتر از جمعیت ساکن فعلی بودند. اکثر دهقانان سوربی رعیت بودند. روستاهای جدید می‌توانستند تا حدودی در ادارهٔ امور خود خودمختار باشند. دهقانان سوربی نیز که در توسعهٔ کشور مشارکت داشتند، از حقوق یکسانی نسبت به آلمانی‌ها برخوردار شدند.
مهاجرت تدریجی از غرب رود البه منجر به تشکیل طبقهٔ نجیب‌زادگان ووژیتسای علیا شد. این نجبا کشور را در جهت سیاست‌های شاه یا مارگراف‌ها هدایت می‌کردند و در عوض، زمین‌هایی به عنوان تیول دریافت می‌کردند. برخلاف کشور همسایه یعنی بوهم، نجیب‌زادگان دارای عنوان کامل نبودند؛ زیرا سرزمین‌های میلچانه از ابتدا به شاه تعلق داشت. طی قراردادی در سال ۱۲۴۱ مرز میان قلمرو اسقف‌های مایسن و ووژیتسای علیا مورد توافق قرار گرفت.

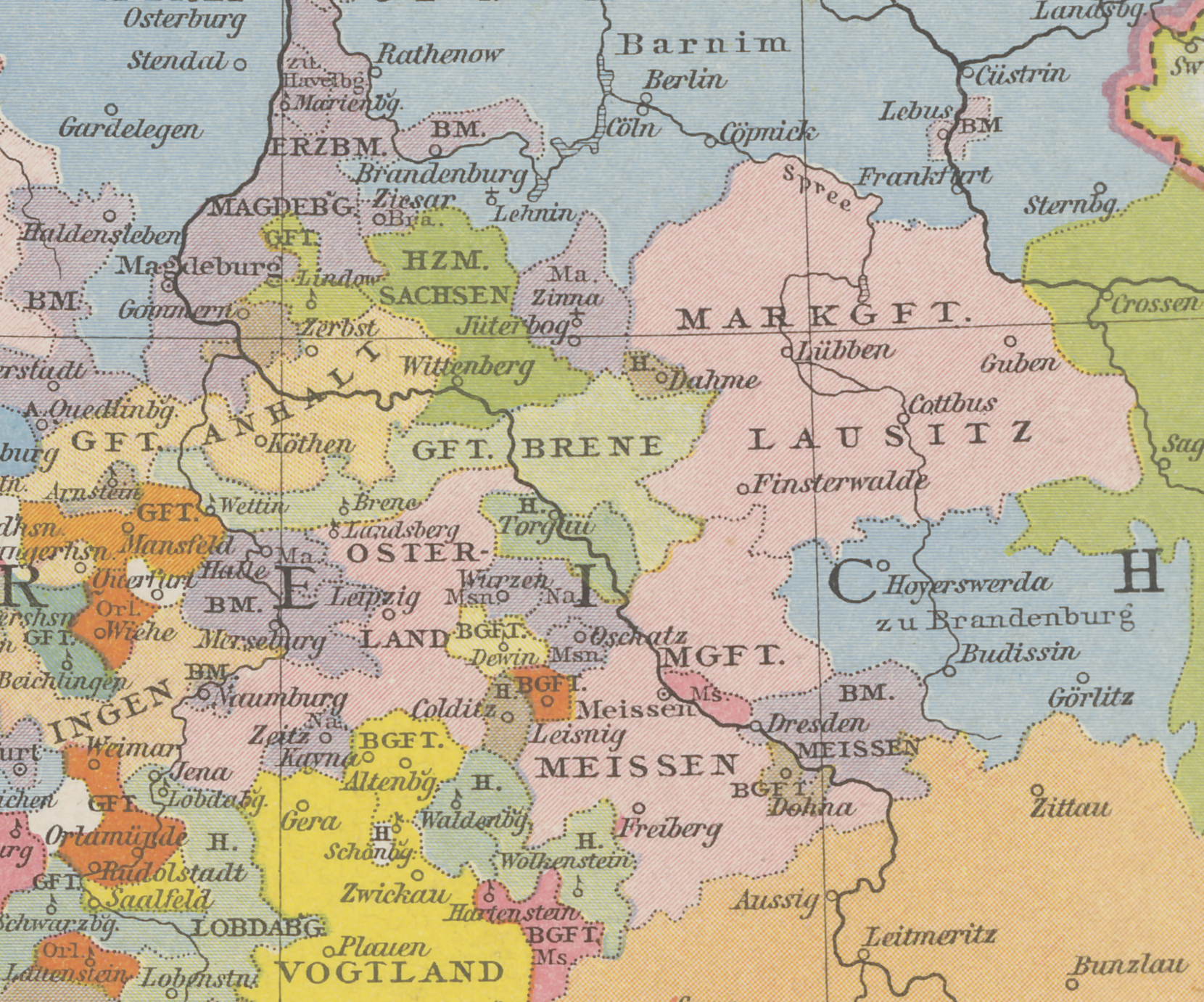
ووژیتسای علیا (آبی) تحت مالکیت مارگراف‌های براندنبورگ (حدود ۱۲۵۳ تا ۱۳۱۹ میلادی)

در میانهٔ سدهٔ سیزدهم باوتسن به تصرف خاندان آسکانی که مارگراف براندنبورگ بودند، درآمد. مقری به نام لندفوگت تأسیس شد که جانشین مارگراف در ووژیتسای علیا بود. در اصل، قدرت‌های حاکمیتی بوهمی در دست یک نفر جمع شده‌بود و حتی افزایش یافته‌بود. لندفوگت بالاترین مقام اداری کشور بود و تا زمان جنگ سی‌ساله نیز باقی ماند.
مهم‌ترین رخداد دوران حاکمیت خاندان آسکانی، تقسیم ووژیتسای علیا به دو کشور باوتسن (بودیسین) و گورلیتز در سال ۱۲۶۸ بود. با این وجود که خودمختاری گورلیتز در سال ۱۳۲۹ خاتمه یافت، این عمل باعث تقسیم نجیب‌زادگی ووژیتسای علیا و ادارهٔ شهری شد. شهر گورلیتز که مرکز بخش شرقی بود، به سرعت اهمیت یافت و از نظر اقتصادی قدرتمندترین شهر ووژیتسای علیا شد.
پس از انقراض دودمان آسکانی در سال ۱۳۱۹، شاهزادگان قلمروهای مجاور مانند یان بوهم از خاندان لوکزامبورگ، ادعای مالکیت ووژیتسای علیا کردند. در همین سال دوباره امپراتور لودویگ چهارم بخش باوتسن را به شاه بوهم داد. بخش شرقی به عنوان جهیزیه به دوک سیلزی رسید؛ ولی در سال ۱۳۲۹ آن را به شاه بوهم بازگرداند و تنها تسیتا را حفظ کرد.

#### اتحادیه ووژیتسا
در سال ۱۳۴۶ پنج شهر سلطنتی ووژیتسای علیا و تسیتا که پس از مرگ دوک سیلزی به دست بوهم افتاده بود، اتحادیه ووژیتسا را تأسیس کردند. نیروهای متحد شهرها باید صلح عمومی را تضمین می‌کردند و بر بارون‌های دزد محلی غلبه می‌یافتند. شاه کارل چهارم نیز با صدور اجازه‌هایی از اتحادیه حمایت کرد. در سال‌های بعد این شش شهر توانستند بر نجیب‌زادگی چیره شوند. با افزایش توان اقتصادیشان دارای تأثیر سیاسی شدند. آنها توانستند در دویست سال بعدی شمار زیادی روستا بخرند و بخش بزرگی از کشور تحت حکومت مستقیم شوراهای شهری قرار گرفت.
هنگام شورش هوسی‌ها در اوایل سدهٔ پانزدهم، شهرها با امپراتور زیگیزموند و نجبای ووژیتسای سفلی علیه شورشیان متحد شدند. هوسی‌ها شهرهای کامنتس، رایشنباخ، لوبا، تسیتا و لوبان را تصرف و ویران کردند. تنها دو شهر بزرگتر یعنی باوتسن و گورلیتز توانستند در برابر حملات مقاومت کنند. جنگ با هوسی‌ها دسترسی ووژیتسای علیا به بوهم را هموارتر کرد و به دلیل ضعف پادشاهی، امور داخلی عمدتاً بدون دخالت شاه حل و فصل می‌شد.
در سال ۱۴۶۹ زمین داران ووژیتسای علیا به دلیل اعتراف ییری پودبرادی (شاه بوهم) به اوتراکیست بودن (که توسط پاپ محکوم شده بود)، از او جدا شدند. ووژیتسای علیا با رقیب او ماتیاش یکم شاه مجار بیعت کرد. ماتیاش مناطق موراویا، سیلزی و ووژیتسا را تصرف کرده بود، ولی نتوانست بر خود بوهم حکمرانی کند. تا صلح اولوموتس با اولاسلوی دوم در سال ۱۴۷۹ اتحادیه ووژیتسا در جنگ ماتیاش برای دستیابی به حکومت بوهم شرکت می‌کرد. ماتیاش به دنبال مدیریت کشور خود به روشی کارامدتر بود. او فرمانداری را برای سیلزی منصوب کرد که ووژیتسا را نیز تحت سلطهٔ خود داشت. زمین داران ووژیتسای علیا این اقدام را تهدیدی علیه خودمختاری دانستند.
با مرگ ماتیاش در سال ۱۴۹۰ ووژیتسای علیا دوباره بخشی از سرزمین بوهم شد. فرماندار منفور شاه ماتیاش به سرعت اخراج شد. در انتهای سدهٔ پانزدهم، نظام سیاسی منطقه تا حد زیادی به ثبات رسید.
مجلس زمین داران (لندتاگ) مرکز قدرت کشور بود. از سدهٔ پانزدهم نجبا و شهرها می‌توانستند بدون موافقت شاه، تصمیم‌گیری کنند. لندتاگ پس از شاه بدنهٔ قانونگذاری ووژیتسای علیا بود.
شهرها در زمینه مسائل مربوط به بسیاری از شوالیه‌ها و نیز نجبا از قدرت قضایی وسیعی برخوردار بودند. تصمیم دادگاه عالی نهایی بود و در دادگاه‌های شاهی پراگ قابل تغییر نبود. برتری شهرها خاری در گلوی اشراف ووژیتسای علیا بود.

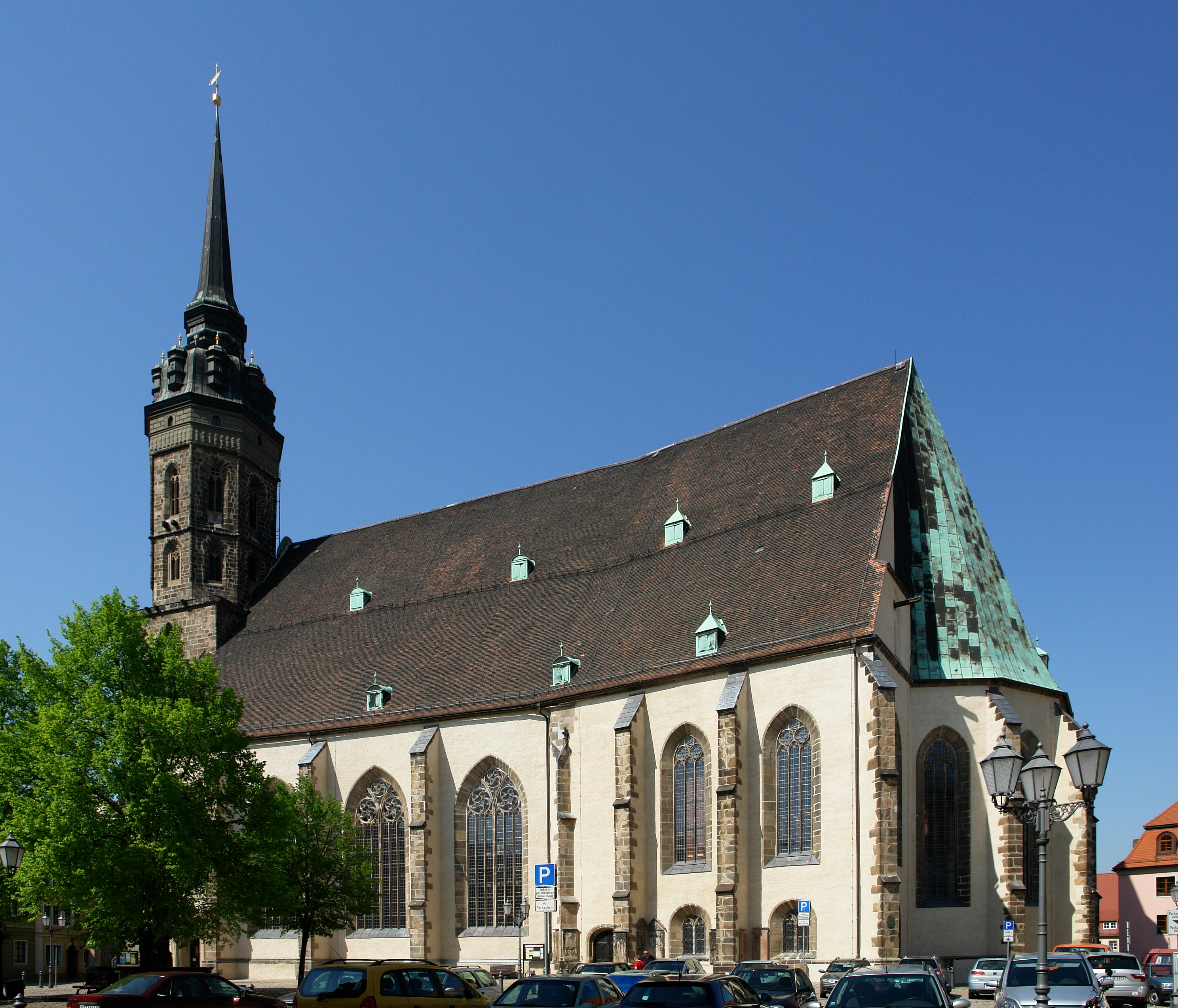
کلیسای سن پتر در باوتسن

تنها چند سال پس از انتشار اعلامیه نود و پنج ماده‌ای مارتین لوتر در ویتنبرگ، نظرات اصلاح گرانهٔ او در تمام ووژیتسای علیا گسترده شد. با وجود تلاش نجبا، شوراهای شهری و شاه لایوش دوم برای جلوگیری از گسترش پروتستان، نخستین خطبه‌های پروتستان در گورلیتز، باوتسن و زیتاو در سال‌های ۱۵۲۰ و ۱۵۲۱ خوانده شد. در سال‌های ۱۵۲۳ و ۱۵۲۴ حاکمان گورلیتز و باوتسن به سرعت تحت فشار جمعیت وادار شدند اصلاحات پروتستان را البته در گام‌هایی کوچک و محتاطانه بپذیرند. کلیسای سن پتر باوتسن با موفقیت مقاومت کرد و کاتولیک ماند. از آن جایی که در ووژیتسای علیا برخلاف بوهم، شوراهای شهری و لردهای نجیب‌زاده اصلاحات را معرفی می‌کردند، استیلای کامل دکترین لوتری در کلیساها دهه‌ها به طول انجامید.

### حکومت هابسبورگ
با کشته شدن شاه لویی دوم در نبرد موهاچ در سال ۱۵۲۶ برادر زنش فردیناند یکم هابسبورگ حکومت او را به ارث برد. تنها بازدید او در سال ۱۵۳۷ با استقبال زمین داران همراه شد. شاه فردیناند تصمیمات متناقضی اتخاذ می‌کرد که به حل منازعات متمادی بر سر زمین‌های ووژیتسای علیا منجر نشد.
شاه فردیناند در جنگ‌های عثمانی و هابسبورگ به حمایت و مالیات وابسته بود و هرگز نتوانست نجبا را دور کند یا از گسترش پروتستان جلوگیری کند.

### زاکسن
طبق پیمان صلح پراگ (۱۶۳۵) مارگراف ووژیتسای علیا به انتخابگر زاکسن داده شد. این انتخابگر در سال ۱۸۰۶ به پادشاهی زاکسن ارتقاء یافت.
طبق اعلامیهٔ پایانی کنگره وین در سال ۱۸۱۵ بخش شمال شرقی ووژیتسای علیا از پادشاهی زاکسن به پادشاهی پروس منتقل شد. مرز جدید از روهلند در شمال غربی تا مرز بوهم در سایدنبرگ در جنوب شرقی امتداد داشت. منطقهٔ ووژیتسای علیا در شمال این مرز (شمال شهرستان‌های خویرزوردا، رتنبورگ، گورلیتز و لوبان) ضمیمهٔ استان سیلزی پروس شد.

## یادداشت
1. ↑  Upper Lusatia بایگانی‌شده  در ۲۶ مارس ۲۰۱۲ توسط Wayback Machine at www.silvaportal.info. Accessed on 11 Jul 2011.